# Julius Bliek
Julius Bliek (Vlissingen, 9 juni 1994) is een Nederlands voormalig voetballer die als verdediger speelde. Hij kwam onder andere uit voor FC Dordrecht en Go Ahead Eagles.

## Carrière
Julius Bliek speelde in de jeugd van JVOZ, en speelde daarna voor de Zeeuwse amateurclubs DFS, SV Duiveland, FC Dauwendaele en VV Kloetinge. In 2017 vertrok hij naar FC Dordrecht, waar hij een amateurcontract voor een jaar tekende. Hij debuteerde in het betaald voetbal op 29 september 2017, in de met 2-2 gelijkgespeelde thuiswedstrijd tegen FC Volendam. Hij begon in de basis en werd in de 75e minuut vervangen door Mailson Lima. Op 27 november 2017 scoort hij zijn eerste doelpunt in het betaald voetbal, de 0-1 in de uiteindelijk met 0-3 gewonnen uitwedstrijd bij Go Ahead Eagles. In de zomer van 2018 tekende hij een tweejarig contract bij Go Ahead Eagles.
De verdediger speelde in anderhalf jaar 39 wedstrijden voor FC Dordrecht en verloor in 2019 met Go Ahead de finale van de play-offs om promotie naar de Eredivisie van RKC Waalwijk. In januari 2020 tekende hij een contract tot het einde van het kalenderjaar bij het Georgische FC Saboertalo, dat twee seizoenen terug nog landskampioen werd. Het werd voor Bliek zijn eerste buitenlandse club. Hij kwam niet in actie voor Saboertalo. Bliek zat tweemaal op de bank en won, zonder dat hij bij de selectie zat, de Georgische supercup. In juni 2020 liet hij zijn contract ontbinden en hij tekende vervolgens voor het seizoen 2020/21 bij FC Dordrecht. Medio 2021 leek hij naar het Koeweitse Al-Yarmouk SC te vertrekken, maar dit ging niet door en een week later tekende hij bij Sliema Wanderers op Malta. Na negen wedstrijden op Malta brak hij zijn voet, waardoor hij de rest van het seizoen miste. In 2023 ging hij naar VV Kloetinge, waar hij 2025 zijn carrière afsloot om samen met zijn broer de meesterbakkerij van zijn vader voort te zetten.

## Statistieken
| Seizoen                    | Club             | Land           | Competitie       | Competitie | Competitie | Beker | Beker | Overig | Overig | Totaal | Totaal |
| Seizoen                    | Club             | Land           | Competitie       | Wed.       | Dlp.       | Wed.  | Dlp.  | Wed.   | Dlp.   | Wed.   | Dlp.   |
| -------------------------- | ---------------- | -------------- | ---------------- | ---------- | ---------- | ----- | ----- | ------ | ------ | ------ | ------ |
| 2017/18                    | FC Dordrecht     | Nederland      | Eerste divisie   | 27         | 1          | 0     | 0     | 3      | 1      | 30     | 2      |
| 2018/19                    | Go Ahead Eagles  | Nederland      | Eerste divisie   | 25         | 2          | 2     | 0     | 3      | 0      | 30     | 2      |
| 2019/20                    | Go Ahead Eagles  | Nederland      | Eerste divisie   | 9          | 1          | 0     | 0     | –      | –      | 9      | 1      |
| 2020                       | FC Saboertalo    | Georgië        | Erovnuli Liga    | 0          | 0          | 0     | 0     | 0      | 0      | 0      | 0      |
| 2020/21                    | FC Dordrecht     | Nederland      | Eerste divisie   | 25         | 1          | 1     | 0     | –      | –      | 26     | 1      |
| 2021/22                    | Sliema Wanderers | Malta          | Premier League   | 9          | 0          | 0     | 0     | –      | –      | 9      | 0      |
| 2022/23                    | Rupel Boom FC    | België         | Eerste nationale | 23         | 0          | 0     | 0     | –      | –      | 23     | 0      |
| 2023/24                    | VV Kloetinge     | Nederland      | Derde divisie    | 29         | 3          | 1     | 1     | 0      | 0      | 30     | 4      |
| 2024/25                    | VV Kloetinge     | Nederland      | Derde divisie    | 25         | 0          | 1     | 0     | 0      | 0      | 26     | 0      |
| Carrièretotaal             | Carrièretotaal   | Carrièretotaal | Carrièretotaal   | 172        | 8          | 5     | 1     | 6      | 1      | 183    | 10     |
| Bijgewerkt op 21 juni 2025 |                  |                |                  |            |            |       |       |        |        |        |        |